# Stazione di Hamamatsuchō

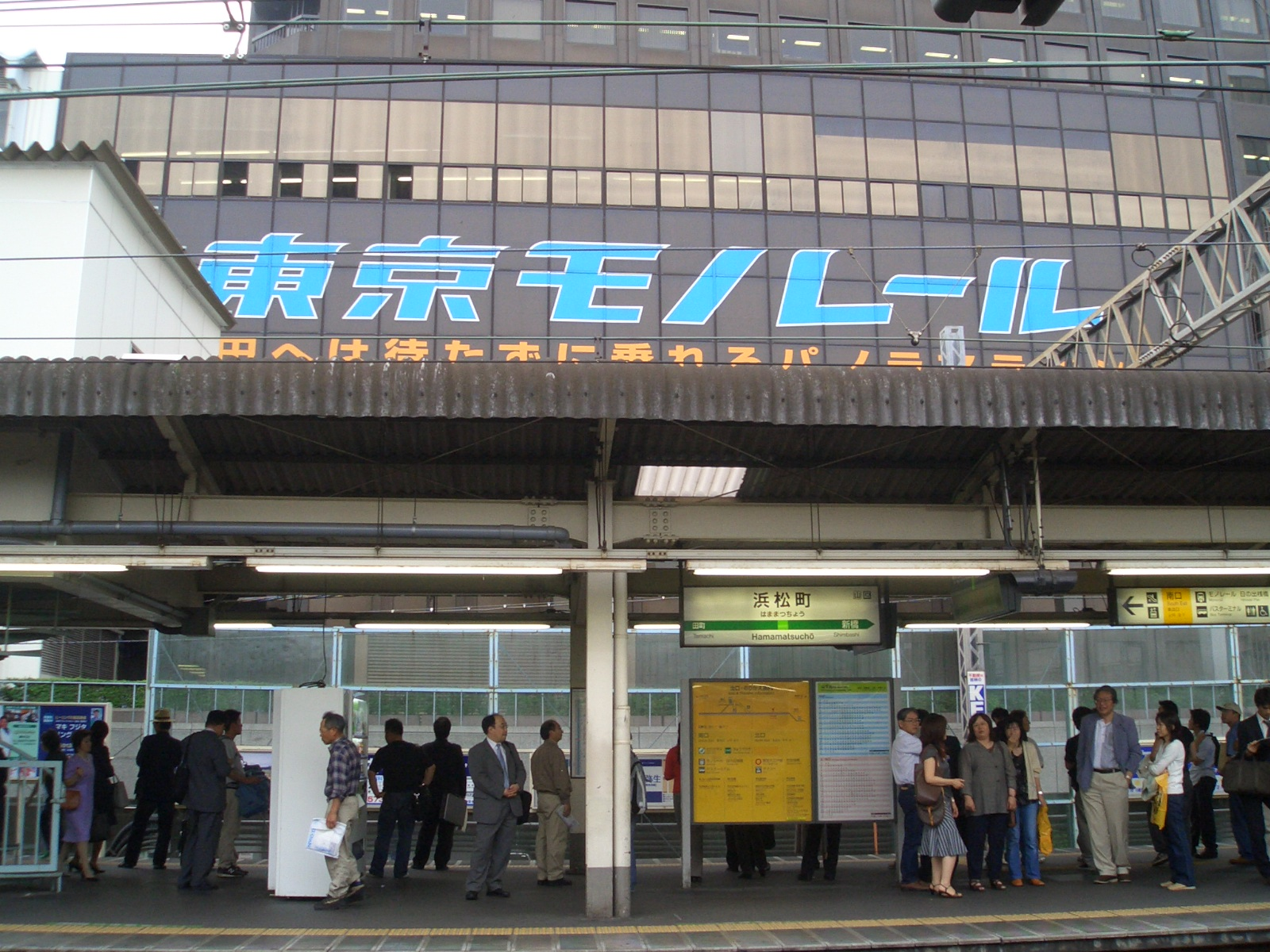
L'ingresso della stazione della monorotaia

La stazione di Hamamatsuchō (浜松町駅?, Hamamatsuchō-eki) è una stazione ferroviaria di Tokyo, si trova nel quartiere di Minato ed accoglie le linee Keihin-Tōhoku e Yamanote della JR East e il capolinea della monorotaia di Tokyo.

## Storia
La stazione fu aperta nel 1909 come punto intermedio sulla Linea Yamanote tra la stazione di Shinagawa e la stazione di Shimbashi. Fu scelta come punto di partenza per la Monorotaia di Tokyo che fu inaugurata nel 1964 in occasione delle Olimpiadi di Tokyo.

## Linee

### Treni
East Japan Railway Company
■ Linea Keihin-Tōhoku
■ Linea Yamanote

### Monorotaia
Tokyo Monorail Co., Ltd.
■ Monorotaia di Tokyo

## Struttura

### Stazione JR East
La stazione è costituita da due marciapiedi a isola con quattro binari passanti in superficie. I due interni sono utilizzati dalla linea Yamanote.
| 1 | ■ Linea Keihin-Tōhoku |  | per Shimbashi, Tokyo, Ueno, e Ōmiya         |
| 2 | ■ Linea Yamanote      |  | per Shimbashi, Tokyo, Ueno, e Ikebukuro     |
| 3 | ■ Linea Yamanote      |  | per Shinagawa, Meguro, Ikebukuro e Shinjuku |
| 4 | ■ Linea Keihin-Tōhoku |  | per Shinagawa, Yokohama e Ōfuna             |

### Stazione della monorotaia
La stazione è costituita da un singolo binario tronco protetto da porte di banchina su viadotto con due marciapiedi (uno per lato), uno utilizzato per la salita dei passeggeri, e uno per la discesa.
| Est   | ● Monorotaia di Tokyo | per Tennōzu Isle, Ryūtsū Center, Aeroporto Haneda Terminal 1 e Aeroporto Haneda Terminal 2 |
| Ovest | ● Monorotaia di Tokyo | Binario di sola discesa                                                                    |

## Stazioni adiacenti
| «                   | Servizio          | »                                        |
| Linea Yamanote      | Linea Yamanote    | Linea Yamanote                           |
| ------------------- | ----------------- | ---------------------------------------- |
| Shimbashi           | -                 | Tamachi                                  |
| Linea Keihin-Tōhoku |                   |                                          |
| Shimbashi           | Locale            | Tamachi                                  |
| Tokyo               | Rapido            | Tamachi                                  |
| Monorotaia di Tokyo |                   |                                          |
| Capolinea           | Locale Semirapido | Tennōzu Isle                             |
| Capolinea           | Rapido            | Aeroporto Haneda Terminal Internazionale |